# Шестаково (Костромская область)
Шестаково — деревня в Судиславском районе Костромской области России. Расположена в западной части области в 13,6 км от адм. центра. Входила в состав Свозовского сельского поселения. Рядом находились фермы совхоза «Свозовский».
В настоящее время урочище.

## Население
| 2008 | 2010 | 2014 |
| ---- | ---- | ---- |
| 0    | →0   | →0   |